# Adobe Dreamweaver

Logoul din perioada Macromedia Dreamweaver

Adobe Dreamweaver (cunoscut anterior ca Macromedia Dreamweaver) este o aplicație de dezvoltare web a companiei americane Adobe Systems, disponibilă atât pentru MS Windows, cât și pentru Apple Mac OS. Versiunile recente includ suport pentru tehnologii web cum ar fi CSS, JavaScript, PHP, Cold Fusion, cât și cadre ASP.
Dreamweaver s-a bucurat de un larg succes încă de la sfârșitul anilor 1990 și momentan deține aproximativ 80 % din piața editoarelor HTML. Produsul poate fi rulat pe variate platforme software: Mac OS, Windows, dar suportă în același timp și platforme UNIX cu ajutorul unor emulatoare software cum ar fi Wine.
Ca orice alt editor WYSIWYG, Dreamweaver poate ascunde detaliile de implementare a paginilor HTML, făcând astfel posibilă crearea cu ușurință a acestora și de către utilizatorii neexperimentați. 
Unii creatori de pagini web critică aceste tipuri de editoare deoarece produc pagini de dimensiuni mult mai mari decât ar fi necesar, ceea ce conduce la o funcționare neperformantă a browserelor web. Această afirmație este în mare parte adevarată deoarece paginile web produse folosesc designul pe bază de tabel. În plus, produsul a mai fost criticat în trecut și pentru producerea de coduri care adesea nu erau conform standardelor W3C, dar acest aspect a fost mult îmbunătățit în versiunile recente. Cu toate acestea, compania Macromedia a îmbunătățit suportul pentru tehnologia CSS precum și alte modalități de design, fără a fi necesară folosirea designului pe bază de tabel.
Dreamweaver permite folosirea majorității browserelor instalate pe calculatorul utilizatorului, pentru a previzualiza site-ul web creat. De asemenea conține și câteva utilitare pentru administrarea site-urilor, cum ar fi cele pentru a găsi și modifica un paragraf sau o linie de cod, în întregul site, pe baza oricăror parametri specificați de către utilizator. Cu ajutorul panourilor de stare se poate crea cod JavaScript fără a avea cunoștințe de programare. 
Odată cu apariția versiunii MX, Macromedia a încorporat utilitare de generare dinamică a conținutului. De asemenea este oferit suport pentru conectarea la baze de date (cum ar fi cele de tip MySQL și Microsoft Access) pentru a filtra și afișa conținutul folosind scripturi de genul PHP, ColdFusion, Active Server Pages (ASP) și ASP.NET, fără a avea nevoie de o prealabilă experiență în programare.
Un aspect foarte lăudat al Dreamweaver-ului îl reprezintă arhitectura sa extensibilă. Extensiile sunt mici programe pe care orice dezvoltator le poate scrie (de obicei în HTML și JavaScript) și pe care oricine le poate descărca și instala, acestea aducând un spor de performanță și funcționalitate îmbunătățită programului. 
Există o comunitate de dezvoltatori care produc aceste extensii și le publică (atât comercial cât și gratuit) pentru probleme de dezvoltare web, de la simple efecte rollover până la soluții complete de vânzare online, în Internet.

## Istoricul versiunilor
| Distribuitor | Versiunea majoră | Actualizare minoră/nume alternativ | Data lansării      | Detalii                                     |
| ------------ | ---------------- | ---------------------------------- | ------------------ | ------------------------------------------- |
| Macromedia   | 1.0              | 1.0                                | decembrie 1997     | Prima versiune. Numai pentru Mac OS.        |
| Macromedia   | 1.0              | 1.2                                | martie 1998        | Prima versiune pentru Windows.              |
| Macromedia   | 2.0              | 2.0                                | decembrie 1998     |                                             |
| Macromedia   | 3.0              | 3.0                                | decembrie 1999     |                                             |
| Macromedia   | 3.0              | UltraDev 1.0                       | iunie 1999         |                                             |
| Macromedia   | 4.0              | 4.0                                | decembrie 2000     |                                             |
| Macromedia   | 4.0              | UltraDev 4.0                       | decembrie 2000     |                                             |
| Macromedia   | 6.0              | MX                                 | 29 mai 2002        |                                             |
| Macromedia   | 7.0              | MX 2004                            | 10 septembrie 2003 |                                             |
| Macromedia   | 8.0              | 8.0                                | 13 septembrie 2005 | Ultima versiune lansată de Macromedia.      |
| Adobe        | 9.0              | CS3                                | 16 aprilie 2007    | Înlocuiește Adobe GoLive în Creative Suite. |
| Adobe        | 10.0             | CS4                                | 23 septembrie 2008 |                                             |
| Adobe        | 11.0             | CS5                                | 12 aprilie 2010    |                                             |
| Adobe        | 11.5             | CS5.5                              | 12 aprilie 2011    | Suport pentru HTML5.                        |
| Adobe        | 12.0             | CS6                                | 21 aprilie 2012    |                                             |
| Adobe        | 13.0             | CC                                 | 17 iunie 2013      |                                             |

| Culoare | Legendă                                      |
| ------- | -------------------------------------------- |
| Roșu    | Versiune învechită, încetarea actualizărilor |
| Galben  | Versiune învechită, încă actualizată         |
| Verde   | Versiunea curentă                            |